# Inimicus filamentosus
Inimicus filamentosus är en fiskart som först beskrevs av Cuvier 1829.  Inimicus filamentosus ingår i släktet Inimicus och familjen Synanceiidae. Inga underarter finns listade i Catalogue of Life.